# Qualitätswein
Qualitätswein är en term som betyder kvalitetsvin och som används i tyskspråkiga länder, men termens exakta betydelse varierar något mellan länderna.
I Tyskland gör man skillnad mellan den lägre kravnivån Qualitätswein bestimmter Anbaugebiete (QbA) och den högre nivån Qualitätswein mit Prädikat. Den sistnämnda varianten har länge gått under det informella namnet Prädikatswein, och den benämningen är sedan 2006 formellt korrekt. Båda nivåerna har en uppsättning krav på druvornas ursprung, sockerhalten i druvsaften och ett antal kemiska högsta- och lägstavärden.